# Storm of Kings
Storm of Kings (auch: Storm of the Kings XXX und Storm of the Kings – XXX Parody) ist eine US-amerikanische Porno-Parodie von Brazzers auf die Fernsehserie Game of Thrones. Es handelt sich um eine Big-Budget-Pornoproduktion, die sowohl in der Form einer Fernsehserie als auch auf DVD veröffentlicht wurde.

## Handlung
Wie in Pornoparodien üblich werden zunächst Szenen aus der Originalserie uminterpretiert. Diese fallen mit 8 bis 10 Minuten Storyline länger als allgemein üblich aus. Anschließend folgen etwa 20-35-minütigen Sexszenen.
Der böse König Jasper regiert mit eiserner Faust. Daniellys Tarus verhandelt mit Coral Drogus über einige Schiffe, indem er Sex mit ihr und ihrem Zimmermädchen anbietet. Unterdessen wird John Doe von Isla und den Wilden auf die Probe gestellt, nachdem er einen Wald voller Zombies bekämpft hat. Am Ende kommt John Doe im Schloss an, um dem Zorn des Königs Jasper zu begegnen, und wird von Daniellys Tarus Feuerlöschdrache gerettet. Daniellys nimmt König Jasper als ihren König, indem sie mit ihm Sex hat.
Sexszenen:
- Szene 1: Anissa Kate, Jasmine Jae, Ryan Ryder
- Szene 2: Aruba Jasmine, Peta Jensen, Rob Diesel
- Szene 3: Aletta Ocean, Marc Rose
- Szene 4: Marc Rose, Peta Jensen
- Szene 5 (Bonus): Anissa Kate, Aruba Jasmine, Peta Jensen, Ryan Ryder

## Produktion und Veröffentlichung
Storm of Kings war nicht die erste Game of Thrones-Pornoparodie. Bereits vorher erschienen mindestens die Produktionen Game of Bones (2013), This Ain’t No Game of Thrones XXX (2014) und die Serie Gay of Thrones (2013–2019). Es handelt sich bei Storm of Kings XXX jedoch um eine Big-Budget-Pornoproduktion, die nach Herstellerangaben zwischen 100.000 und 1 Million Dollar gekostet hat. Über die genaue Zahl wurde sich ausgeschwiegen.
Der Film enthält unter anderem auch eine Reihe von Schlacht- und Kampfszenen, darunter eine explizite Köpfung sowie einen CGI-Drachen. Der Film wurde in Hereford in Wales gedreht. Viele Schauspieler stammen aus Großbritannien, wobei der Dialekt kein Casting-Kriterium war. Stattdessen wurde auf Ähnlichkeiten zum Cast der Originalserie geachtet. Der Nachbau des eisernen Throns, der dem Originalthron ähnelt, ist ein Plastik-Replikat von eBay, das die Produzenten durch Zufall fanden. Ursprünglich war ein Nachbau mit Dildos statt Schwertern angedacht.
Der Film wurde im Stil der Fernsehserie in vier halbstündigen Episoden auf der offiziellen Seite von Brazzers ausgestrahlt, beginnend mit dem 24. April 2016, von da an immer im Wochentakt. Nach der Ausstrahlung folgte auch eine DVD-Version. Diese enthielt neben den üblichen Trailern ein Behind-The-Scenes-Feature eine Bonus-Szene sowie Cumshot-Aufnahmen.

## Rezeption
Als eine der wenigen Pornoparodien wurde Storm of Kings auch außerhalb der Pornoindustrie mit Berichten bedacht. So verlinkte unter anderem die österreichische Tageszeitung Krone.at und Vanity Fair den jugendfreien Trailer. Vanity Fair brachte außerdem eine längere Story über die Produktion. Innerhalb des Veröffentlichungszeitraums von April bis Mai 2016 erreichte die Serie Zuschauerzahlen von 1,5 Millionen, was für eine Pornoproduktion außergewöhnlich ist.
Im Gegensatz zu anderen Parodien ist die eigentliche Story laut Vanity Fair überraschend ernst, wobei die üblichen schauspielerischen Probleme, wie gestelzte Dialoge, auch hier vorhanden seien. Die Pornoszenen seien jedoch eher Standard, was sie weniger attraktiv machen würde, als die Sexszenen im Original.
Auf XBIZ lobte Rezensent Borgus Weems sowohl die Produktion als auch die Sexszenen. Er zeigte sich vor allem beeindruckt von der ersten Sexszene. Er bezeichnete den Film als sowohl passend für Paare als auch für „schwer degenerierte“ Pornogucker wie ihn.
In seinem Review für Adult DVD Talk bezeichnete der Rezensent den Film als solide Porno-Parodie, die auch unterhalten würde, wenn man das Original nicht kennt.

## Auszeichnungen
XBIZ-Award 2017
- Best Art Direction[7]
- Best Scene – Parody Release für Anissa Kate, Jasmine Jae und Ryan Ryder[7]

XRCO Awards 2017
- Best Actor: Ryan Ryder